# 中州大学
中州大学可以指：
- 郑州工程技术学院，舊名「中州大學」
- 河南省立中州大學
- 中州科技大學